# The Loser in the End
The Loser in the End (El perdedor al final) es una canción de la banda británica Queen, es la quinta pista perteneciente a su álbum Queen II, grabado en 1973 y editado en 1974.
El tema de esta canción es un joven, que, tras 20 años deja casa de sus padres y un vacío en su madre, quien tiene problemas asimilando la situación, en ciertas partes habla sobre el apoyo de una madre y por qué hay que valorarlas.
Es un hard rock, el cual fue la única contribución al álbum como compositor y vocalista principal del baterista Roger Taylor. Este tema cierra el lado blanco del álbum.